# Loxosceles devia
Loxosceles devia är en spindelart som beskrevs av Willis J. Gertsch och Stanley B. Mulaik 1940. Loxosceles devia ingår i släktet Loxosceles och familjen Sicariidae. Inga underarter finns listade i Catalogue of Life.